# Marie des Apôtres
Marie des Apôtres (Korschenbroich, 19 février 1833 - Rome, 25 décembre 1907) est une religieuse catholique allemande, cofondatrice des sœurs du Divin Sauveur. Elle est béatifiée en 1968 par le pape Paul VI.

## Biographie
La baronne Thérèse de Wüllenweber, fille du baron Théodore de Wüllenweber, naît au château de Myllendonk (de) le 19 février 1833. Elle est l'aînée de ses quatre sœurs. Dès sa jeunesse, Thérèse souhaite entrer dans les ordres, mais cela lui est refusé. 
Le 4 juillet 1882, elle rencontre le père François-Marie de la Croix, supérieur et fondateur de la Société du Divin Sauveur, en Allemagne. 
Le 8 décembre 1888, elle cofonde avec lui, à Tivoli, la Congrégation des Sœurs du Divin Sauveur. À partir de ce moment, elle prend le nom de Mère Marie des Apôtres. 
Elle meurt le 25 décembre 1907 d'une méningite et elle est enterrée au cimetière teutonique de Rome.
La congrégation des Sœurs du Divin Sauveur est confirmée en 1911, soit quatre ans après sa mort, avec le décret de louage, et reçoit l'approbation ecclésiastique en 1926. La Mère Marie des Apôtres est béatifiée le 13 octobre 1968 par le pape Paul VI.